# 千葉胤綱
千葉 胤綱（ちば たねつな）は、鎌倉時代前期の武将。鎌倉幕府御家人。千葉氏第6代当主。第5代当主・千葉成胤の子。鎌倉の甘縄に本拠地を置いた。

## 略歴
建保6年（1218年）、父の跡を継いで当主となる。承久元年（1219年）7月、四代将軍として迎えられた藤原頼経の鎌倉下向に供奉。
承久3年（1221年）の承久の乱では北条泰時と共に東海道を西上し、功を挙げた。戦後、上皇に加担した坊門忠信の身柄を預かり、途中まで連行している。なお、忠信は途中で身柄を釈放されている。
安貞2年（1228年）5月28日、21歳で死去し、跡を弟の千葉時胤が継いだとされている（『吾妻鏡』・『千葉大系図』）。
ただし、本土寺の過去帳に載せられている「千葉介代々御先祖次第」には、「第四 胤綱　卅一歳、安貞二年戊午五月廿八日」と記されており、また九州千葉氏の子孫に伝えられた『平朝臣徳嶋系図』も享年を31歳とする。更に承久の乱で14歳の若武者が一軍を率いるという年齢的な問題もあることから、享年31を採用して建久9年（1198年）生まれとし、『千葉大系図』では成胤の子（胤綱の弟）とされている時胤・泰胤兄弟を胤綱の実子とする説もある。

## 逸話
『古今著聞集』によると、年若い胤綱が将軍御所の侍の間で、当時権勢を振るっていた重鎮の三浦義村の上座に座り、義村が「下総犬は臥所を知らぬぞとよ」と皮肉ると、胤綱は「三浦犬は友をくらふ也」と切り返し、和田合戦での義村の裏切りを批判したという。